# Myersinella longiforceps
Myersinella longiforceps är en hjuldjursart som beskrevs av De Smet 2007. Myersinella longiforceps ingår i släktet Myersinella och familjen Dicranophoridae. Inga underarter finns listade i Catalogue of Life.